# Johannes Berg-Hansen
Johannes Berg-Hansen (Oslo, 5 maart 1882 – aldaar, 2 april 1970) was een Noors zanger, dirigent en kantoorchef/accountant. Zijn zangopleiding kreeg hij in Oslo (onder andere bij Lulle Haanshus) en München. 
Hij werd geboren als vierde van vijf kinderen binnen het gezin van Ole Andres Emanuel Berg-Hansen (1847-1911, stoombootondernemer) en Anna Margaretha Grøndahl (1847-1909). Hij huwde in 1927 Gudveig Constance Hauge. Al op 17-jarige leeftijd trad hij aan als kantoorchef in het bedrijf van zijn vader. Echter de muziek begon al eerder te trekken. Op 4 september 1904 had hij zijn debuut als zanger in de Ullern Kirke met Einar Melling als begeleider. In 1905 ging hij als solist mee op de Amerikaanse tournee met een van de belangrijkste koren van Noorwegen destijds, het Studentersangforening. In 1906 zong hij met een ander groot koor Ceciliaforeningen het Requiem van Mozart onder leiding van Thorvald Lammers. Op 1 december 1917 was hij een van de solisten in de enige uitvoering van Hjalmar Borgstrøms Reformasjonskantate. In 1920 maakte hij voorts zijn debuut als dirigent en leidde sindsdien een aantal koor- en muziekgezelschappen. Hij verdiende zijn brood tevens als zangpedagoog. Op 2 april 1922 stond hij samen met Kirsten Flagstad op het Bergense concertpodium in een uitvoering van Symfonie nr. 9 van Ludwig van Beethoven. Zij werden begeleid door het Bergen filharmoniske orkester onder leiding van Harald Heide. Op 8 oktober 1925 nam hij deel aan het feestconcert ter ere van 160 jaar Bergen filharmoniske orkester in een programma met muziek van Edvard Grieg (met Den Bergtekne opus 32). In 1950 was hij nog steeds actief; hij zong toen mee in de Johannespassie van Johann Sebastian Bach.
Ludvig Irgens Jensen kreeg als koorknaap les van Berg-Hansen. Die was dirigent van het schoolkoor toen Jensen daarin zong. In datzelfde koor zong toen ook Odd Grüner-Hegge.
Op 1 juli 1958 werd hij onderscheiden met Kongens Fortjenstmedalje. 
Koren:
- 1924-1932: Guldbergs Akademiske Kor
- 1931:  Jongenskoor Korguttene
- 1934: A Capella-koor (opgericht in 1921)